# NGC 80
NGC 80 (другие обозначения — UGC 203, MCG 4-2-4, ZWG 479.6, PGC 1351) — тусклая галактика в созвездии Андромеды. Этот объект входит в число перечисленных в оригинальной редакции «Нового общего каталога».
NGC 80 является гигантской линзообразной галактикой. Располагается на расстоянии 78 мегапарсек в центре одноимённой группы галактик, где является ярчайшей. По результатам наблюдений в обсерватории САО (Россия, Карачаево-Черкесия) было установлено, что диск галактики имеет двухъярусную структуру, а средний возраст звёзд в ядре и в околоядерном кольце составляет всего 5—7 млрд лет, в то время как в остальных частях галактики — более 10 млрд лет. Несмотря на одинаковый средний возраст звёзд, в ядре содержание магния относительно железа [Mg/Fe] выше, чем в кольце. Это означает, что галактика пережила мощный всплеск звездообразования, причём в ядре вспышка началась раньше и была короче, чем в кольце. Обычные причины всплеска звездообразования — падение галактик-спутников или гравитационное взаимодействие с другими галактиками должны приводить к заметному нарушению симметрии, чего не наблюдается с NGC 80 — ядро, околоядерное кольцо и два яруса диска имеют правильную форму. Также не наблюдаются остатки перемычки (бара), которая обычно ответственна за образование околоядерного диска.
Галактика NGC 80 входит в состав группы галактик NGC 80. Помимо NGC 80 в группу также входят ещё 12 галактик.